# Sipunculus zenkevitchi
Sipunculus zenkevitchi är en stjärnmaskart som beskrevs av Murina 1969. Sipunculus zenkevitchi ingår i släktet Sipunculus och familjen Sipunculidae. Inga underarter finns listade i Catalogue of Life.